# Lonetree
Lonetree is een plaats (census-designated place) in de Amerikaanse staat Wyoming, en valt bestuurlijk gezien onder Uinta County.

## Demografie
Bij de volkstelling in 2000 werd het aantal inwoners vastgesteld op 61.

## Geografie
Volgens het United States Census Bureau beslaat de plaats een oppervlakte van 118,2 km², waarvan 118,1 km² land en 0,1 km² water. Lonetree ligt op ongeveer 2303 m boven zeeniveau.

## Plaatsen in de nabije omgeving
De onderstaande figuur toont nabijgelegen plaatsen in een straal van 68 km rond Lonetree.